# 西村發電廠
西村發電廠，又稱廣州發電廠，原名西村發電所，坐落廣州西郊西村工業區，是廣東省最早建立的火力發電廠。陳濟棠治粵時代，西村被規劃建設為廣東省營第一工業區。1934年，廣州市政府決定在廣州西村建設新電力廠——西村發電所。以130萬元海關金（折合銀元280萬元）購買德國西門子電機廠兩台15000千瓦汽輪發電機組，和兩台70噸/時鍋爐以及附屬設備。1935年6月15日主廠房正式奠基建設。至1937年建成供電，裝有1.5萬千瓦的中溫中壓機組，成為當時中南五省第一大發電廠。建成投入後代替了泥城火電廠供電予西村各廠。 
現代電廠主要向廣州市第一人民醫院、廣州軍區總醫院、廣州火車站、東方賓館等20餘家部門機構供應蒸汽。有2條110kV上網線路直供廣州中西城區各黨政機關單位、醫院、學校等。另有35KV線路4條維持西村水廠電力運作。